# Louverné
 Louverné  es una población y comuna francesa, en la región de Países del Loira, departamento de Mayenne, en el distrito de Laval y cantón de Argentré.

## Demografía
| 1096 | 1215 | 1808 | 2536 | 2679 | 2912 |
| Para los censos de 1962 a 1999 la población legal corresponde a la población sin duplicidades (Fuente: INSEE [Consultar]) |      |      |      |      |      |